# Катеринино (Костромская область)
Катеринино — деревня в составе Дмитриевского сельского поселения Галичского района Костромской области России.

## География
Деревня расположена на берегу речки Чёрная.

## История
Согласно Спискам населённых мест Российской империи в 1872 году деревня Катеринкино (Катеринино) относилась к 2 стану Галичского уезда Костромской губернии. В ней числилось 4 двора, проживало 20 мужчин и 16 женщин.
Согласно переписи населения 1897 года в деревне проживало 50 человек (26 мужчин и 24 женщины).
Согласно Списку населённых мест Костромской губернии в 1907 году деревня относилась к Свиньинской волости Галичского уезда Костромской губернии. По сведениям волостного правления за 1907 год в ней числилось 9 крестьянских дворов и 68 жителей. Основным занятием жителей деревни был малярный промысел.
До муниципальной реформы 2010 года деревня входила в состав Красильниковского сельского поселения.

## Население
| 2008 | 2010 | 2012 | 2014 |
| ---- | ---- | ---- | ---- |
| 2    | ↗3   | ↘2   | →2   |